# Selección femenina de fútbol de Bielorrusia
La selección femenina de fútbol de Bielorrusia (en bielorruso; Жаночая зборная Беларусі па футболе) es la selección que representa al país en las competiciones internacionales de fútbol femenino. Es organizada por la Federación de Fútbol de Bielorrusia afilada a la UEFA.
Hasta el momento no ha participado en ningún Eurocopa Femenina, Copa Mundial Femenina de Fútbol o Juegos Olímpicos.

## Estadísticas

### Copa Mundial Femenina de Fútbol
| Edición | Resultado               | Posición                | PJ                      | PG                      | PE                      | PP                      | GF                      | GC                      |
| ------- | ----------------------- | ----------------------- | ----------------------- | ----------------------- | ----------------------- | ----------------------- | ----------------------- | ----------------------- |
| 1991    | No existía la selección | No existía la selección | No existía la selección | No existía la selección | No existía la selección | No existía la selección | No existía la selección | No existía la selección |
| 1995    | No participó            | No participó            | No participó            | No participó            | No participó            | No participó            | No participó            | No participó            |
| 1999    | No participó            | No participó            | No participó            | No participó            | No participó            | No participó            | No participó            | No participó            |
| 2003    | No participó            | No participó            | No participó            | No participó            | No participó            | No participó            | No participó            | No participó            |
| 2007    | No clasificó            | No clasificó            | No clasificó            | No clasificó            | No clasificó            | No clasificó            | No clasificó            | No clasificó            |
| 2011    | No clasificó            | No clasificó            | No clasificó            | No clasificó            | No clasificó            | No clasificó            | No clasificó            | No clasificó            |
| 2015    | No clasificó            | No clasificó            | No clasificó            | No clasificó            | No clasificó            | No clasificó            | No clasificó            | No clasificó            |
| 2019    | No clasificó            | No clasificó            | No clasificó            | No clasificó            | No clasificó            | No clasificó            | No clasificó            | No clasificó            |
| 2023    | No clasificó            | No clasificó            | No clasificó            | No clasificó            | No clasificó            | No clasificó            | No clasificó            | No clasificó            |
| 2027    | Por disputarse          | Por disputarse          | Por disputarse          | Por disputarse          | Por disputarse          | Por disputarse          | Por disputarse          | Por disputarse          |
| Total   | 0/9                     | -                       | -                       | -                       | -                       | -                       | -                       | -                       |

### Eurocopa Femenina
| Edición | Resultado               | Posición                | PJ                      | PG                      | PE                      | PP                      | GF                      | GC                      |
| ------- | ----------------------- | ----------------------- | ----------------------- | ----------------------- | ----------------------- | ----------------------- | ----------------------- | ----------------------- |
| 1984    | No existía la selección | No existía la selección | No existía la selección | No existía la selección | No existía la selección | No existía la selección | No existía la selección | No existía la selección |
| 1987    | No existía la selección | No existía la selección | No existía la selección | No existía la selección | No existía la selección | No existía la selección | No existía la selección | No existía la selección |
| 1989    | No existía la selección | No existía la selección | No existía la selección | No existía la selección | No existía la selección | No existía la selección | No existía la selección | No existía la selección |
| 1991    | No existía la selección | No existía la selección | No existía la selección | No existía la selección | No existía la selección | No existía la selección | No existía la selección | No existía la selección |
| 1993    | No participó            | No participó            | No participó            | No participó            | No participó            | No participó            | No participó            | No participó            |
| 1995    | No clasificó            | No clasificó            | No clasificó            | No clasificó            | No clasificó            | No clasificó            | No clasificó            | No clasificó            |
| 1997    | No clasificó            | No clasificó            | No clasificó            | No clasificó            | No clasificó            | No clasificó            | No clasificó            | No clasificó            |
| 2001    | No clasificó            | No clasificó            | No clasificó            | No clasificó            | No clasificó            | No clasificó            | No clasificó            | No clasificó            |
| 2005    | No clasificó            | No clasificó            | No clasificó            | No clasificó            | No clasificó            | No clasificó            | No clasificó            | No clasificó            |
| 2009    | No clasificó            | No clasificó            | No clasificó            | No clasificó            | No clasificó            | No clasificó            | No clasificó            | No clasificó            |
| 2013    | No clasificó            | No clasificó            | No clasificó            | No clasificó            | No clasificó            | No clasificó            | No clasificó            | No clasificó            |
| 2017    | No clasificó            | No clasificó            | No clasificó            | No clasificó            | No clasificó            | No clasificó            | No clasificó            | No clasificó            |
| 2022    | No clasificó            | No clasificó            | No clasificó            | No clasificó            | No clasificó            | No clasificó            | No clasificó            | No clasificó            |
| 2025    | No clasificó            | No clasificó            | No clasificó            | No clasificó            | No clasificó            | No clasificó            | No clasificó            | No clasificó            |
| Total   | 0/14                    | -                       | -                       | -                       | -                       | -                       | -                       | -                       |

### Liga de Naciones Femenina de la UEFA
| Edición | L     | G     | Resultado    | PJ | PG | PE | PP | GF | GC |
| ------- | ----- | ----- | ------------ | -- | -- | -- | -- | -- | -- |
| 2023-24 | B     | 4     | Cuarto lugar | 6  | 0  | 2  | 4  | 3  | 7  |
| Total   | Total | Total | 1/1          | 6  | 0  | 2  | 4  | 3  | 7  |

## Últimos y próximos encuentros
Actualizado al último partido jugado el 16 de julio de 2024
| Fecha      | Ciudad    | Local       | Resultado | Visitante   | Competición                  |
| ---------- | --------- | ----------- | --------- | ----------- | ---------------------------- |
| 05-04-2024 | Achna     | Chipre      | 0:3       | Bielorrusia | Clas. Eurocopa Femenina 2025 |
| 09-04-2024 | Achna     | Bielorrusia | 3:0       | Georgia     | Clas. Eurocopa Femenina 2025 |
| 30-05-2024 | Teherán   | Irán        | 0:3       | Bielorrusia | Partido amistoso             |
| 31-05-2024 | Cancelado | Lituania    | 0:3       | Bielorrusia | Clas. Eurocopa Femenina 2025 |
| 03-06-2024 | Teherán   | Irán        | 0:1       | Bielorrusia | Partido amistoso             |
| 04-06-2024 | Cancelado | Bielorrusia | 3:0       | Lituania    | Clas. Eurocopa Femenina 2025 |
| 12-07-2024 | Tbilisi   | Georgia     | 0:2       | Bielorrusia | Clas. Eurocopa Femenina 2025 |
| 16-07-2024 | Tbilisi   | Bielorrusia | 5:0       | Chipre      | Clas. Eurocopa Femenina 2025 |

## Última convocatoria
| #  | Nombre                  | Posición       | Edad    | PJ | Goles | Club                   |  |
| -- | ----------------------- | -------------- | ------- | -- | ----- | ---------------------- |  |
|    | Natalia Voskobovich     | Portera        | 31 años | 19 | 0     | Zvezda 2005 Perm       |  |
|    | Ekaterina Miklashevich  | Portera        | 33 años | 1  | 0     | Lokomotiv Moscú        |  |
|    | Yuliya Sliasarchyk      | Defensa        | 30 años | 29 | 4     | Zenit Saint Petersburg |  |
|    | Kseniya Kubichnaya      | Defensa        | 26 años | 10 | 0     | FC Minsk               |  |
|    | Anastasiya Novikava     | Defensa        | 26 años | 8  | 9     | Dinamo-BDUFK           |  |
|    | Viktoryia Kazakevich    | Defensa        | 31 años | 13 | 0     | Dinamo-BDUFK           |  |
|    | Nastassia Papova        | Defensa        | 34 años | 9  | 0     | Dinamo-BDUFK           |  |
|    | Hanna Krasikava         | Defensa        | 22 años | 0  | 0     | FC Minsk               |  |
|    | Valeryia Bohdan         | Defensa        | 25 años | 3  | 0     | FC Minsk               |  |
|    | Hanna Kaziupa           | Centrocampista | 30 años | 26 | 2     | Split                  |  |
|    | Vita Nikalayenka        | Centrocampista | 29 años | 2  | 0     | Dinamo-BDUFK           |  |
|    | Nastassia Shuppo        | Centrocampista | 27 años | 18 | 3     | Zenit Saint Petersburg |  |
|    | Anastasiya Linnik       | Centrocampista | 32 años | 30 | 1     | Dinamo-BDUFK           |  |
|    | Hanna Pilipenka         | Centrocampista | 36 años | 25 | 6     | Dinamo-BDUFK           |  |
|    | Tatsiana Markusheuskaya | Centrocampista | 31 años | 8  | 0     | Dinamo-BDUFK           |  |
|    | Hanna Sas               | Centrocampista | 21 años | 3  | 0     | FC Minsk               |  |
|    | Anastasiya Pabiahaila   | Centrocampista | 21 años | 3  | 0     | FC Minsk               |  |
|    | Anastasiya Shlapakova   | Centrocampista | 25 años | 9  | 3     | Dinamo-BDUFK           |  |
|    | Tatsiana Krasnova       | Centrocampista | 30 años | 7  | 0     | VDV Riazan             |  |
|    | Karyna Alkhovik         | Centrocampista | 25 años | 13 | 4     | Dinamo-BDUFK           |  |
|    | Viktoryia Valiuk        | Delantera      | 23 años | 1  | 0     | Dinamo-BDUFK           |  |
|    | Darya Stsezhko          | Delantera      | 27 años | 3  | 0     | Dinamo-BDUFK           |  |
| DT | Yuri Maleev             |                |         |    |       | Bandera de Bielorrusia |  |

(Los números no corresponden a los dorsales)